# Walkerville (Montana)
Walkerville es un pueblo ubicado en el condado de Silver Bow en el estado estadounidense de Montana. En el Censo de 2010 tenía una población de 675 habitantes y una densidad poblacional de 116,97 personas por km².

## Geografía
Walkerville se encuentra ubicado en las coordenadas 46°2′12″N 112°32′24″O / 46.03667, -112.54000. Según la Oficina del Censo de los Estados Unidos, Walkerville tiene una superficie total de 5.77 km², de la cual 5.77 km² corresponden a tierra firme y (0%) 0 km² es agua.

## Demografía
Según el censo de 2010, había 675 personas residiendo en Walkerville. La densidad de población era de 116,97 hab./km². De los 675 habitantes, Walkerville estaba compuesto por el 93.19% blancos, el 0.15% eran afroamericanos, el 3.26% eran amerindios, el 0.59% eran asiáticos, el 0.3% eran isleños del Pacífico, el 0.3% eran de otras razas y el 2.22% pertenecían a dos o más razas. Del total de la población el 3.85% eran hispanos o latinos de cualquier raza.